# Alexander Pope

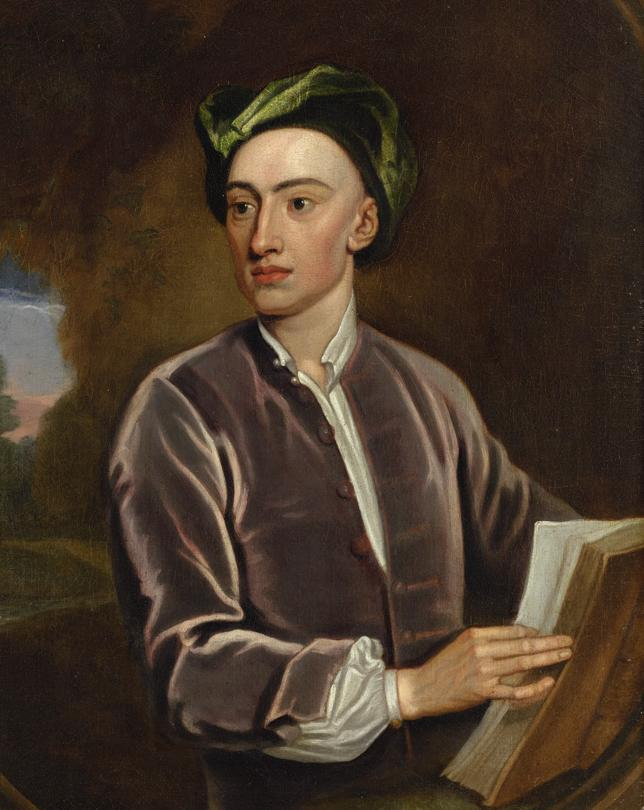
Porträtt av Pope från Godfrey Knellers atelje.

Alexander Pope, född 21 maj 1688 i London, död 30 maj 1744 i Twickenham i London, var en engelsk författare och översättare. Han översatte Iliaden och Odysséen till engelska.

## Biografi
Pope ådrog sig en ryggradssjukdom som barn, något som hämmade hans tillväxt och ledde till att han aldrig blev längre än 137 cm[källa behövs]. Trots detta och trots sin katolicism nådde han tidigt framgång som poet. Han blev ekonomiskt oberoende tack vare sina översättningar av Homeros, och kunde även köpa ett hus i Twickenham vars trädgård han ägnade sig mycket åt. Som trädgårdskonstnär var hans idéer föregångare till den engelska parken.
Han var nära vän med sir Isaac Newton och var närvarande vid dennes begravning.[källa behövs] Tillsammans med Jonathan Swift och några likasinnade bildade han the Scriblerus Club som hade som uppgift att bekämpa vetenskapligt pedanteri.

## Författarskap
Pope var en av rationalismens främsta företrädare i sitt land. I An Essay on Criticism (1711) formulerade han sitt litterära program i upplysningens anda. Det komiska eposet Våldet på Belindas lock (1712, översatt 1797) var en graciös tillämpning i rokokons stilart. Stor berömmelse vann han med den filosofiska dikten Försök om människan (1734, översatt 1765), som sammanfattar hans mörknande livsåskådning.

## Verk (svenska översättningar)
- An Essay on Criticism (1711)
  - En essay om kritiken (på svensk vers med inledning och kommentar av Teddy Brunius, Horisont, 1970)
- The Rape of the Lock (1712, utökad 1714)
  - Våldet på Belindas låck: komisk hjältedikt (översättning Johan Lorens Odhelius, Stockholm, 1797)
  - Den bortröfvade hårlocken: komisk hjältedikt (översättning Jonas Magnus Stjernstolpe, Stockholm, 1819)
- Eloisa to Abelard (1717)
  - Eloisas bref til Abelard (översättning Göran Rothman, Stockholm, 1765)
  - Eloisas bref til Abelard ("Fri översättning" av Pehr af Lund, Stockholm, 1782)
  - Eloisas bref til Abelard (översättning Joachim Wilhelm Liliestråle, Uppsala, 1782)
  - Eloisa till Abelard ("Fri översättning efter Pope" [anonym], Uppsala, 1822) Fulltext (s. 241 ff)
- An Essay on Man (1733–1734)
  - Försök om menniskan (översättning Joachim Wilhelm Liliestråle, Stockholm, 1765)
  - Försök om menniskan (översättning Johan Lorens Odhelius, Stockholm, 1774)
  - Försök om menniskan (Prosaisk översättning från engelskan, av J. W--gh (dvs. Johan Wetterbergh, Jönköping, 1799)
  - Menniskan, filosofiskt skaldestycke i fyra bref (översättning Johan Wetterbergh, Jönköping, 1817)
  - Två lärodikter om världens ordning, om godheten och ondskan i tillvaron (översättning Teddy Brunius, Svenska biet, 1995) [Innehåll: En essay om människan (av Alexander Pope). Dikt om Lissabons förstöring (av François Marie Arouet de Voltaire)]